# Magnetosféra

Ilustrační obrázek magnetického pole okolo Země

Magnetosféra je označení pro oblast kolem kosmického tělesa (jako hvězda, planeta atd.), ve kterém jsou sledované magnetické síly větší než v jeho okolí. Vesmírná tělesa se dají rozdělit na dvě velké skupiny, jedna má vlastní magnetismus a druhá indukovaný magnetismus.
Studiem zemské magnetosféry se zabývá např. kosmická mise THEMIS.